# César Cervantes

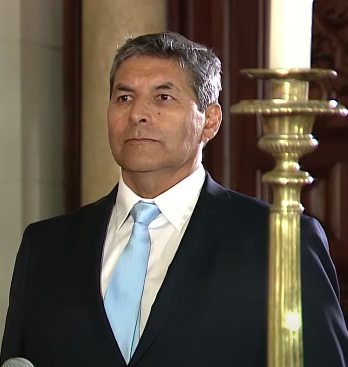
César Cervantes

César Augusto Cervantes Cárdenas (* 22. September 1963 in Lima) ist ein peruanischer Polizist im Range eines Generals, Rechtsanwalt und Politiker. Er war im Dezember 2022  Innenminister von Peru im Kabinett von Dina Boluarte. Von November 2020 bis September 2021 war er Generalkommandant der peruanischen Polizei.

## Leben
Ausbildung
Cervantes schloss die Offiziersschule der Policia National del Peru 1989 als Zweitbester ab und erreichte den ersten Platz in der Weiterbildung zum Hauptmann sowie den zweiten Platz in der Weiterbildung zum Leutnant 2003.
Er studierte Verwaltung- und Polizeiwissenschaften an der Offiziersschule der Policia National del Peru.
Ebenso schloss er  ein Studium als Jurist an der Universidad Nacional Federico Villarreal ab und absolvierte den Generalstabskurs in 2005.
Zusätzlich absolvierte er 2010 Studien  für Landesverteidigung und innere Sicherheit am Centro de Altos Estudios Nacionales.
Weiterhin nahm er 2016 am Programm für das Oberkommando im Bereich der inneren Sicherheit der Postgraduiertenschule der Policia Nacional del Peru teil und studierte an der Pontificia Universidad Católica del Perú teil.
In Spanien erwarb er zwischen 2019 und 2020 einen Master-Abschluss in Senior Management in Internationaler Sicherheit von der Guardia Civil  und der Universität Carlos III.
Zudem studierte er nachrichtendienstliche Analysen an der Autonomen Universität Madrid.
Polizei
Zwischen 2013 und 2017 leitete er im Rang eines Obersts die Fahndungsabteilung der Direktion für nationale Nachrichtendienste des Innenministeriums. Am 1. Januar 2018 wurde er in den Rang eines Generals der Policia Nacional del Peru befördert. Im April 2019 wurde er zum Polizeiattaché an der peruanischen Botschaft in Spanien ernannt, eine Position, die er bis November 2020 innehatte.
Im November 2020 wurde er während der Übergangsregierung von Francisco Sagasti zum Generalkommandanten der Policia Nacional del Peru ernannt. Von Februar 2018 bis Februar 2019 befehligte er die Erste Makro-Polizeiregion, die aus den Departements Piura und Tumbes besteht.
Innenminister
Am 10. Dezember 2022 wurde er von Präsidentin Dina Boluarte zum Innenminister Perus ernannt und vereidigt.
Drei Tage nach seinem Amtsantritt reichten mehrere Kongressabgeordnete einen Interpellationsantrag gegen ihn ein, in dem sie ihn aufforderten, eine Reihe von Fragen über den Tod von Bürgern während der Demonstrationen gegen die Regierung Boluarte zu beantworten.
Er behielt dieses Amt bis zum 20. desselben Monats, als Präsidentin Boluarte ihr Kabinett umbildete. Sein Amtsnachfolger wurde Victor Rojas Herrera.